# Scacco alla città
Scacco alla città (Keeper of the City) è un film per la televisione statunitense del 1992 diretto da Bobby Roth.

## Trama
Un misterioso killer miete vittime su alcuni mafiosi di tutta Chicago. Il detective della polizia della città, che indaga su questi omicidi, entra in contatto con la moglie del boss mafioso Vince Benedetto, Vickie.